# Козарска пещера
Козарската пещера се намира в Лакатнишкия карстов район. Пещерата е разположена в непосредствено близост до мястото, където река Пробойница се влива в Искър. Входът на пещерата е труднодостъпен. Той е разположен високо над нивото на реката. До самия вход на Козарската пещера се достига по малки и стръмни пътеки. Това е и причината пещерата да носи това име.
На неголямо разстояние от входа на пещерата е разположено преддверието ѝ, което представлява обширна зала. Козарската пещера е една от малките български пещери. От преддверието ѝ излизат два тесни прохода като и двата водят до единствената зала на пещерата. В козарската пещера могат да се видят останки от минали карстови образувания, както и основите на множество кварцови кристали.
В Козарската пещера по костни останки от късен плейстоцен (плениглациал 2) от палеоорнитолога проф. Златозар Боев са установени 5 вида птици – полска яребица (Perdix perdix), червеногърба сврачка (Lanius collurio), кос (Turdus merula), беловежд дрозд (Turdus iliacus) и чавка (Corvus monedula).